# Anisognathus somptuosus
Tangará-d'asa-azul ou saíra-andina-sumptuosa (Anisognathus somptuosus) é uma espécie de ave da família Thraupidae.
Pode ser encontrada nos seguintes países: Bolívia, Colômbia, Equador, Peru e Venezuela.
Os seus habitats naturais são: regiões subtropicais ou tropicais húmidas de alta altitude.